# Ploeren
Ne doit pas être confondu avec la commune costarmoricaine de Plérin qui se prononce de la même façon.
Ploeren [pleʁɛ̃] est une commune française située dans le département du Morbihan, en Bretagne. La ville, ancienne paroisse primitive qui englobait autrefois les territoires actuels d'Arradon et de l'Île-aux-Moines, est une des villes de la première couronne de Vannes. « Entre Terre et Mer aux portes du golfe du Morbihan », la commune de Ploeren s’étend sur 2 044 ha, en bordure de la voie express RN 165 Nantes−Brest.

## Toponymie
Le nom de la localité est mentionné sous les formes Ploerren en 1387, Ploeveren en 1402, Ploerren en 1427, en 1444 et en 1464, Ploeren en 1448 et en 1536, Ploueraien en 1477, Ploerran en 1481, Pleren en 1801.
Ploeren vient du breton Plou (paroisse en breton) et semble-t-il de saint Even, Meren, Erin. Le nom breton de la commune est Ploeren, écrit également Ploveren.
Ploeren est parfois orthographié, notamment sur les panneaux routiers, Ploëren ou Plœren, Ploeren, sans ligature -oe- reste la forme usitée officiellement (commune, département, insee etc).

## Géographie
Le bourg de Ploeren, qui est en voie de rurbanisation, est situé a vol d'oiseau a seulement 8 km à l'ouest du centre-ville de Vannes. Certains quartiers de la commune, situés à son extrémité est, sont des faubourgs de la ville de Vannes.
|              | Plescop |        |
| Plougoumelen | Ploeren | Vannes |
| Baden        | Arradon |        |

### Géographie physique
La commune présente un relief relativement plat, l'altitude étant comprise entre 3 mètres et 58 mètres. La commune est coupée en deux suivant un axe est-ouest par la voie rapide de la Nationale 165.
| - Carte topographique de la commune de Ploeren. |

### Hydrographie
Pour un article plus général, voir Réseau hydrographique du Morbihan.
La commune est située dans le bassin Loire-Bretagne. Elle est drainée par le Lan, le Botcoan, le Kergoat, le Ménaty, le ruisseau de Kergavat, le ruisseau du Pont de Lohac, le ruisseau du Pont du Roc'h, le Vincin et divers autres petits cours d'eau,.

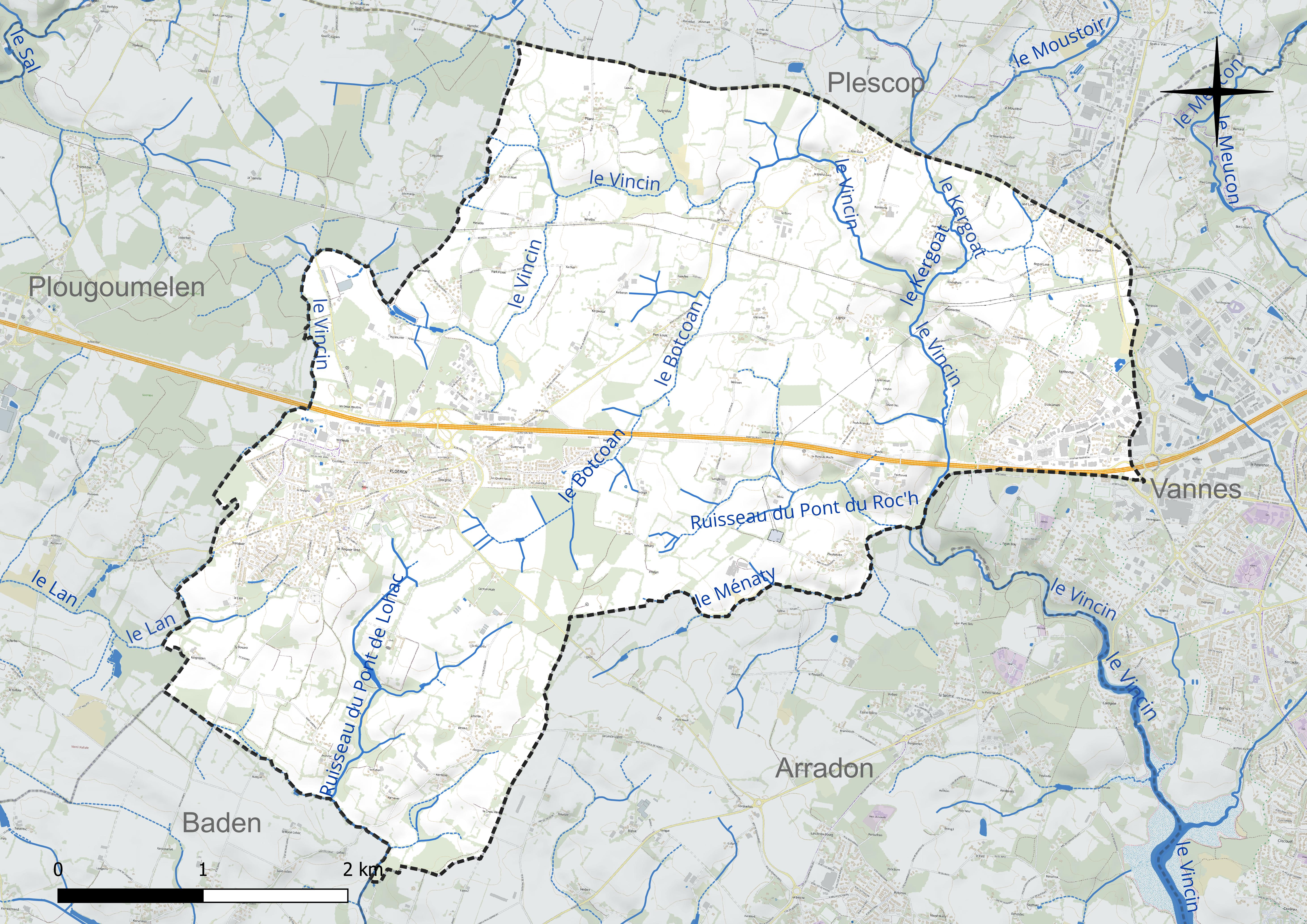
Réseau hydrographique de Ploeren.

### Climat
Pour des articles plus généraux, voir Climat de la Bretagne et Climat du Morbihan.
En 2010, le climat de la commune est de type climat océanique franc, selon une étude du CNRS s'appuyant sur une série de données couvrant la période 1971-2000. En 2020, Météo-France publie une typologie des climats de la France métropolitaine dans laquelle la commune est exposée à un climat océanique et est dans la région climatique  Bretagne orientale et méridionale, Pays nantais, Vendée, caractérisée par une faible pluviométrie en été et une bonne insolation. Parallèlement l'observatoire de l'environnement en Bretagne publie en 2020 un zonage climatique de la région Bretagne, s'appuyant sur des données de Météo-France de 2009. La commune est, selon ce zonage, dans la zone « Intérieur », exposée à un climat médian, à dominante océanique.  
Pour la période 1971-2000, la température annuelle moyenne est de 11,9 °C, avec une amplitude thermique annuelle de 11,8 °C. Le cumul annuel moyen de précipitations est de 904 mm, avec 13,3 jours de précipitations en janvier et 6,9 jours en juillet. Pour la période 1991-2020, la température moyenne annuelle observée sur la station météorologique la plus proche, située sur la commune de Larmor-Baden à 8 km à vol d'oiseau, est de 12,8 °C et le cumul annuel moyen de précipitations est de 872,2 mm,. Pour l'avenir, les paramètres climatiques de la commune estimés pour 2050 selon différents scénarios d'émission de gaz à effet de serre sont consultables sur un site dédié publié par Météo-France en novembre 2022.

## Urbanisme

### Typologie
Au 1er janvier 2024, Ploeren est catégorisée bourg rural, selon la nouvelle grille communale de densité à sept niveaux définie par l'Insee en 2022.
Elle appartient à l'unité urbaine de Ploeren, une unité urbaine monocommunale constituant une ville isolée,. Par ailleurs la commune fait partie de l'aire d'attraction de Vannes, dont elle est une commune de la couronne,. Cette aire, qui regroupe 47 communes, est catégorisée dans les aires de 50 000 à moins de 200 000 habitants,.

### Occupation des sols

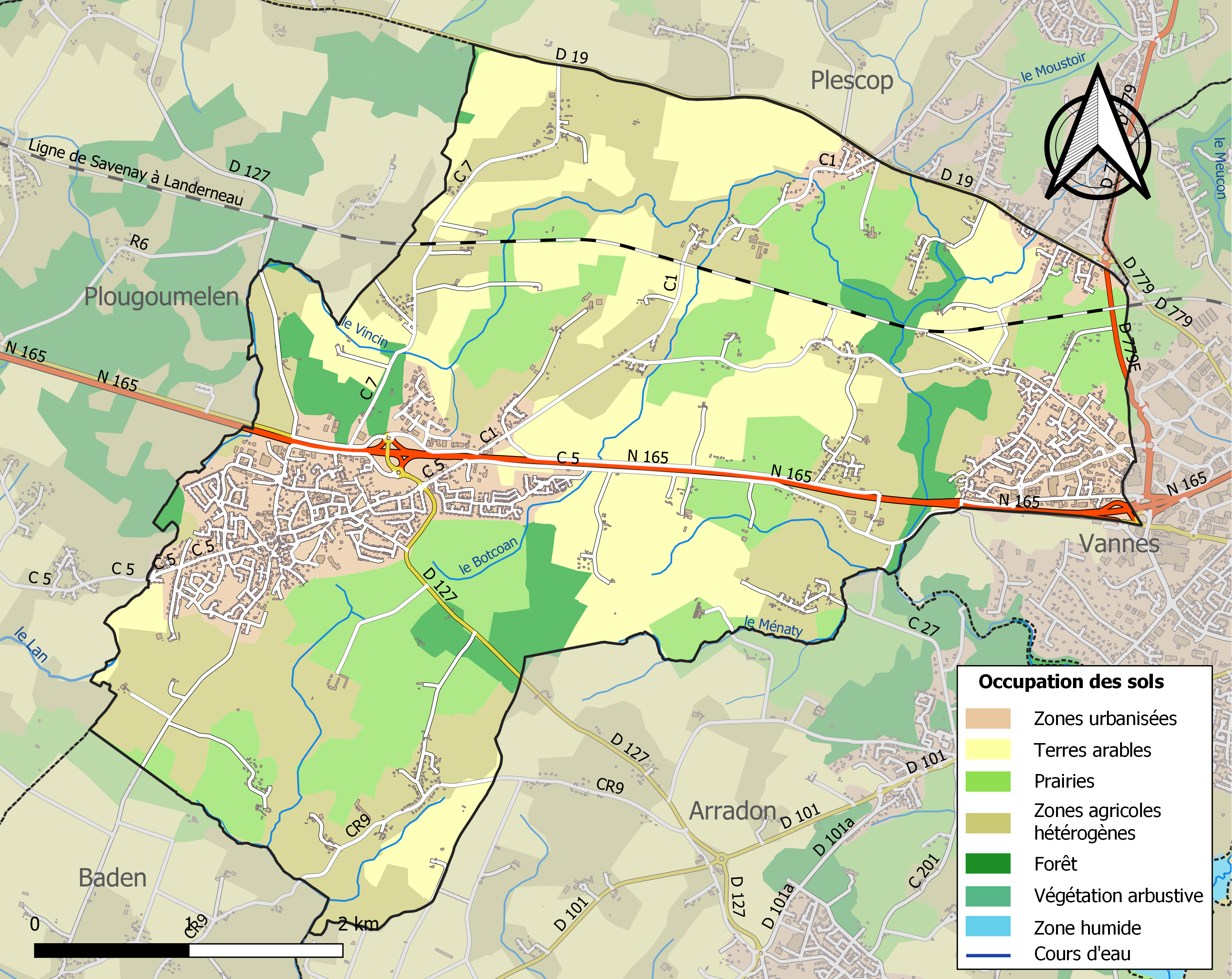
Carte des infrastructures et de l'occupation des sols de la commune en 2018 (CLC).

Le tableau ci-dessous présente l' occupation des sols de la commune en 2018, telle qu'elle ressort de la base de données européenne d’occupation biophysique des sols Corine Land Cover (CLC).
| Type d’occupation                                                                   | Pourcentage | Superficie (en hectares) |
| ----------------------------------------------------------------------------------- | ----------- | ------------------------ |
| Tissu urbain discontinu                                                             | 13,8 %      | 283                      |
| Zones industrielles ou commerciales et installations publiques                      | 2,0 %       | 40                       |
| Terres arables hors périmètres d'irrigation                                         | 24,9 %      | 509                      |
| Prairies et autres surfaces toujours en herbe                                       | 22,1 %      | 452                      |
| Systèmes culturaux et parcellaires complexes                                        | 24,8 %      | 508                      |
| Surfaces essentiellement agricoles interrompues par des espaces naturels importants | 5,9 %       | 120                      |
| Forêts de feuillus                                                                  | 1,4 %       | 28                       |
| Forêts mélangées                                                                    | 5,3 %       | 108                      |
| Source : Corine Land Cover                                                          |             |                          |

## Histoire
Il existe une monographie communale écrite par Ch. Blanchard. qui retrace l'histoire de Ploeren de ses origines jusqu'à 1992.

### Préhistoire, Antiquité et Moyen Âge
Depuis la découverte d'une hache en pierre polie datant du néolithique final en passant par les restes d’un cimetière mérovingien du côté de Toulprio, ainsi que le camp romain vers Kermurier et enfin, bien visible, la chapelle de Béléan, construite par Jean du Garo qui fit les croisades au XIIIe siècle : autant d’éléments qui prouvent que la commune est très ancienne. La porte septentrionale de cette chapelle est inscrite à l'inventaire supplémentaire des monuments historiques en 1925.
D’abord occupé par la forêt, le sol fut défriché pour faire place à la terre labourable soit 600 ha, landes et incultes 1 000 ha, prés et pâtures 300 ha et les bois pour le reste.
Sous l'Ancien Régime, on compte plusieurs seigneuries sur le territoire de Ploeren : celle de Le Garo, Le Maezo, Le Pargo, Brementec, Culéac, Loyon, Kervérec, Plesterven, Propiando, Penhoët. La seigneurie du Garo dépasse les 500 hectares, soit le quart de la commune, jusqu'au début du XIIIe siècle, où les Kermeno du Garo, totalement ruinés, doivent vendre.

### Toponymie
On rencontre les appellations suivantes : Ploerren (en 1427, 1444 et 1464), Ploeren (en 1448 et 1536), Ploueraien (en 1477), Ploerran (en 1481).

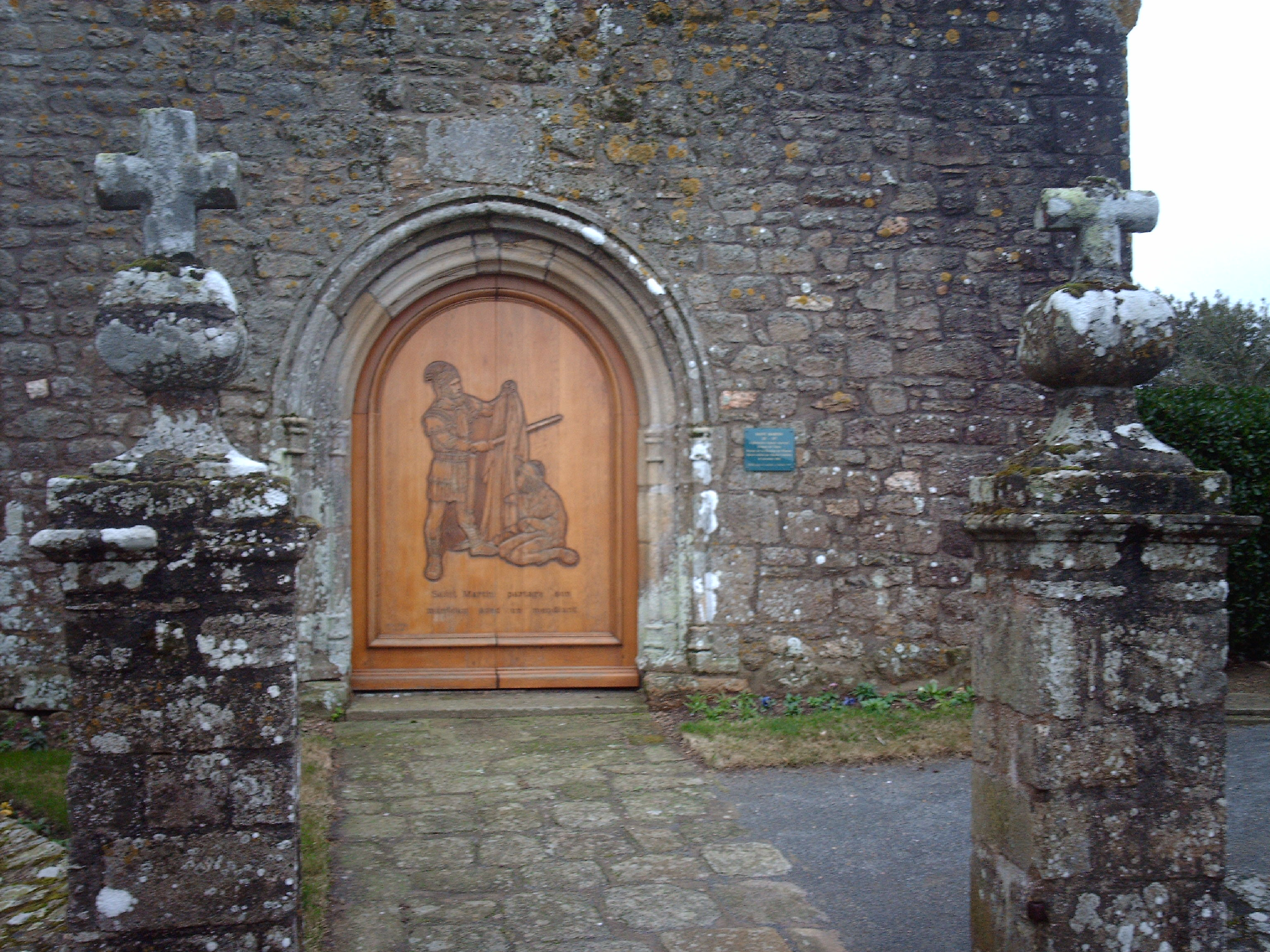
Vue d'ensemble de la porte de l'église Saint-Martin, magnifiquement réalisée par Mr GUILLOTIN, citoyen de Ploeren.

### Temps modernes
Les familles nobles de Vannes aimaient à posséder une ferme qui rapportait un revenu non négligeable. Même Nicolas Fouquet, surintendant des finances de Louis XIV, ne fit pas exception à la règle. Cela se passait en 1656.
Le territoire paroissial englobait alors Kéranguen, Le Bondon, Le Vincin et Culéac : par contre, il s’arrêtait à 500 mètres environ en partant de l’église vers l’ouest.
De nombreux domaniers travaillaient pour les propriétaires terriens. L’ouvrage ne manquait pas, procuré par les fermes cossues et les moulins très actifs.

### Révolution française
Dans la refonte d’après 1789, Vannes a incorporé une part de la paroisse de Ploeren, mais pour rééquilibrer le territoire, Tréoguer et Le Lain (autrefois sur la paroisse de Plougoumelen) sont intégrés à la commune.
La Révolution française divisa les habitants en chouans et républicains.
Bon nombre de Ploerinois s’engagent avec Georges Cadoudal. Ils risquent d’avoir leurs biens confisqués ou même de perdre la vie. Mais qu’importe ! La liste est longue des cultivateurs faits prisonniers.

### LeXIXesiècle
Le Premier Empire voit l’état de la commune se stabiliser ; bien sûr, comme partout, chacun rechigne devant la conscription. Mais la paix s’installe et le bourg devient prospère, même s’il est plutôt d’aspect minable avec ses chemins défoncés.
Il ne s’agit plus de résidences secondaires comme à l’époque de l’Ancien Régime, mais d’une population active avec des hameaux presque aussi peuplés que le bourg.
En 1841, Ploeren compte 1 053 habitants. La population agglomérée au bourg n'est que de 189 habitants, la population éparse étant de 864 personnes.

### LeXXesiècle

#### La Seconde Guerre mondiale
Au cours de la Seconde Guerre mondiale, deux avions militaires, l'un allié, l'autre ennemi, se sont écrasés sur la commune : 
- le 12 août 1941, un Messerschmitt Bf 109 E-4 accidenté piloté par le caporal-chef (Obergefreiter) Horst CUNO se crasha tuant son pilote ;
- le 29 mai 1943, un B-17, le Concho Clipper serial 42-29838 de la 8th US Army Air force 351th Bombardement Group, 509th Bomb Squadron (RQ) s'écrasa faisant 4 morts parmi les membres de l'équipage.
  - Lt. C. F. Russell (KIA).
  - Lt. Colonel J. Russell Jnr. (POW).
  - Lt. Charles B. Woerhle (POW).
  - Lt. Roy P. Stealey (POW) (Chicago Heights, IL).
  - F/O Leo Grikstas (POW) (Brooklyn, NY).
  - T/Sgt. James F. Welk (KIA).
  - T/Sgt. Wayne I. Baldwin. Plot L Row 12 Grave 21. Brittany American Cemetery St. James.
  - S/S. Charles T. Eaton (POW).
  - S/Sgt. Nahannie Bader. Plot H Row 1 Grave 13. Brittany American Cemetery St. James.
  - S/Sgt. Maurice A. McLaughlin (POW).
  - S/Sgt. Frederick D. Williams Jnr (POW) (Bridgeport, CT).

POW : prisonnier de Guerre ; KIA : mort au Combat
Une cérémonie commune aux deux crashs eut lieu le 18 novembre 2006 en présence de Charles B. Woehrle, le dernier survivant de l'équipage, et du bourgmestre de Dorum, ville jumelée avec Ploeren, représentant le pilote allemand.

## Politique et administration

### Liste des maires
| Période                                  | Période       | Identité                      | Étiquette | Qualité                   |
| ---------------------------------------- | ------------- | ----------------------------- | --------- | ------------------------- |
| 1790                                     | 1792          | M. Le Priellec                |           |                           |
| 1792                                     | An V          | Gilles Le Hebel               |           |                           |
| An V                                     | An V          | M. Le Delaizir                |           | Officier public du canton |
| 5 prairial an V                          | février 1809  | Joachim Gillet (1785-1828)    |           |                           |
| mars 1809                                | mars 1821     | Mathurin Le Hebel (1774-1828) |           |                           |
| mars 1821                                | mars 1833     | Julien Le Meitour (1775-1840) |           |                           |
| juillet 1833                             | avril 1848    | Martin Laine (1788-1863)      |           |                           |
| avril 1848                               | novembre 1848 | Julien Madec (1793-1848)      |           |                           |
| novembre 1848                            | octobre 1867  | P.-M. Le Mellec (1811-1867)   |           |                           |
| octobre 1867                             | mars 1884     | A.-L. Le Mellec (1825-1915)   |           |                           |
| Les données manquantes sont à compléter. |               |                               |           |                           |

| Période                                  | Période             | Identité                        | Étiquette             | Qualité |
| ---------------------------------------- | ------------------- | ------------------------------- | --------------------- | --- |
| mars 1884                                | mai 1904            | Pierre Le Treste (1829-1911)    |                       | |
| mai 1904                                 | avril 1935          | J. Le Menajour (1864-1949)      |                       | |
| mai 1935                                 | avril 1945          | Joseph Le Lan (1901-1971)       |                       | |
| mai 1945                                 | octobre 1947        | Joseph Cloérec (1909-1990)      |                       | |
| novembre 1947                            | juin 1969 (décès)   | Jules Gillet (1911-1969)        |                       | Exploitant agricole                                                                                            |
| août 1969                                | mars 1971           | Joseph Cloérec (1909-1990)      |                       | Ancien adjoint                                                                                                 |
| mars 1971                                | avril 1983 (décès)  | Pierre Le Douarin (1931-1983)   |                       | Peintre, ancien premier adjoint Réélu en 1977 et 1983                                                          |
| mai 1983                                 | juin 1995           | Rémy Tual (né en 1931)          |                       | Enseignant en CFA puis commissaire du concours de Meilleur ouvrier de France, maire honoraire Réélu en 1989    |
| juin 1995                                | mars 2001           | Joseph (Jo) Allano (né en 1935) | RPR                   | Colonel retraité Conseiller général de Vannes-Ouest (1998 → 2004) Vice-président du district du Pays de Vannes |
| mars 2001                                | 16 mai 2012 (décès) | Corentin Hily (1939-2012)       | PSU puis PCF puis DVG | Ancien sous-directeur de la CAF Réélu en 2008                                                                  |
| mai 2012                                 | septembre 2012      | Michel Cloérec                  |                       | Premier adjoint, maire par intérim                                                                             |
| septembre 2012                           | En cours            | Gilbert Lorho (né en 1948)      | DVD                   | Responsable de centre des impôts retraité Réélu en 2014 et 2020                                                |
| Les données manquantes sont à compléter. |                     |                                 |                       | |

## Démographie
L'évolution du nombre d'habitants est connue à travers les recensements de la population effectués dans la commune depuis 1793. Pour les communes de moins de 10 000 habitants, une enquête de recensement portant sur toute la population est réalisée tous les cinq ans, les populations de référence des années intermédiaires étant quant à elles estimées par interpolation ou extrapolation. Pour la commune, le premier recensement exhaustif entrant dans le cadre du nouveau dispositif a été réalisé en 2005.

En 2022, la commune comptait 6 781 habitants, en évolution de +2,84 % par rapport à 2016 (Morbihan : +3,82 %, France hors Mayotte : +2,11 %).
| 1793 | 1800 | 1806 | 1821  | 1831  | 1836  | 1841  | 1846  | 1851  |
| ---- | ---- | ---- | ----- | ----- | ----- | ----- | ----- | ----- |
| 869  | 932  | 922  | 1 024 | 1 024 | 1 054 | 1 053 | 1 086 | 1 109 |

| 1856  | 1861  | 1866  | 1872  | 1876  | 1881  | 1886  | 1891  | 1896  |
| ----- | ----- | ----- | ----- | ----- | ----- | ----- | ----- | ----- |
| 1 102 | 1 070 | 1 084 | 1 065 | 1 112 | 1 177 | 1 184 | 1 126 | 1 164 |

| 1901  | 1906  | 1911  | 1921  | 1926 | 1931 | 1936 | 1946 | 1954  |
| ----- | ----- | ----- | ----- | ---- | ---- | ---- | ---- | ----- |
| 1 192 | 1 162 | 1 097 | 1 050 | 970  | 919  | 906  | 983  | 1 049 |

| 1962 | 1968  | 1975  | 1982  | 1990  | 1999  | 2005  | 2006  | 2010  |
| ---- | ----- | ----- | ----- | ----- | ----- | ----- | ----- | ----- |
| 910  | 1 031 | 1 584 | 2 114 | 2 709 | 3 974 | 5 030 | 5 274 | 5 786 |

| 2015  | 2020  | 2022  | - | - | - | - | - | - |
| ----- | ----- | ----- | - | - | - | - | - | - |
| 6 611 | 6 669 | 6 781 | - | - | - | - | - | - |

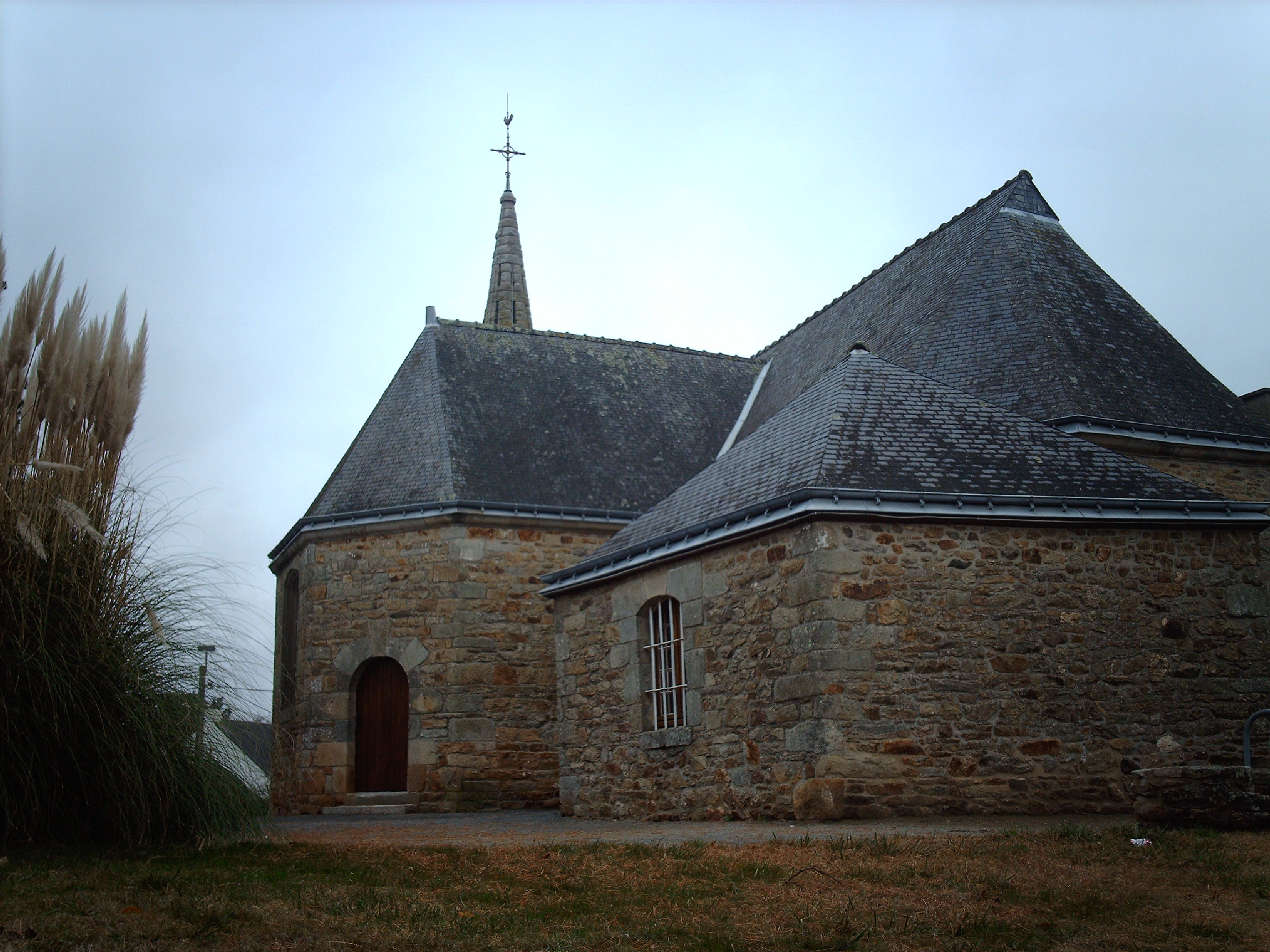
Église Saint-Martin.

Ploeren est une commune périurbaine à forte expansion démographique et spatiale : 48 % de la population sont des actifs dont moins de 15 % travaillent dans la commune.
64 % exercent leur activité professionnelle sur le bassin d’emploi de Vannes et 21 % hors du bassin de Vannes.
Deux tranches d’âges sont très présentes : les jeunes ménages et les retraités.
85 % des logements se présentent sous la forme de maisons individuelles bâties sur des lotissements successifs. Le taux de logements HLM est d’environ 10 %. Un projet de logements sociaux en mixité avec des logements pavillonnaires est en cours de réalisation dans le secteur des « 4 vents ».

## Culture et patrimoine

### Langue bretonne
L’adhésion à la charte Ya d’ar brezhoneg a été votée par le conseil municipal le 6 mars 2009.
Le label de niveau 1 de la charte Ya d'ar brezhoneg a été décerné à Ploeren le 19 janvier 2015.
L'adhésion au niveau 2 de la charte Ya d'ar brezhoneg a été votée par le Conseil municipal le 4 novembre 2019.
À la rentrée 2016, 54 élèves étaient scolarisés dans la filière bilingue publique (soit 9,7 % des enfants de la commune inscrits dans le primaire).

### Lieux et monuments

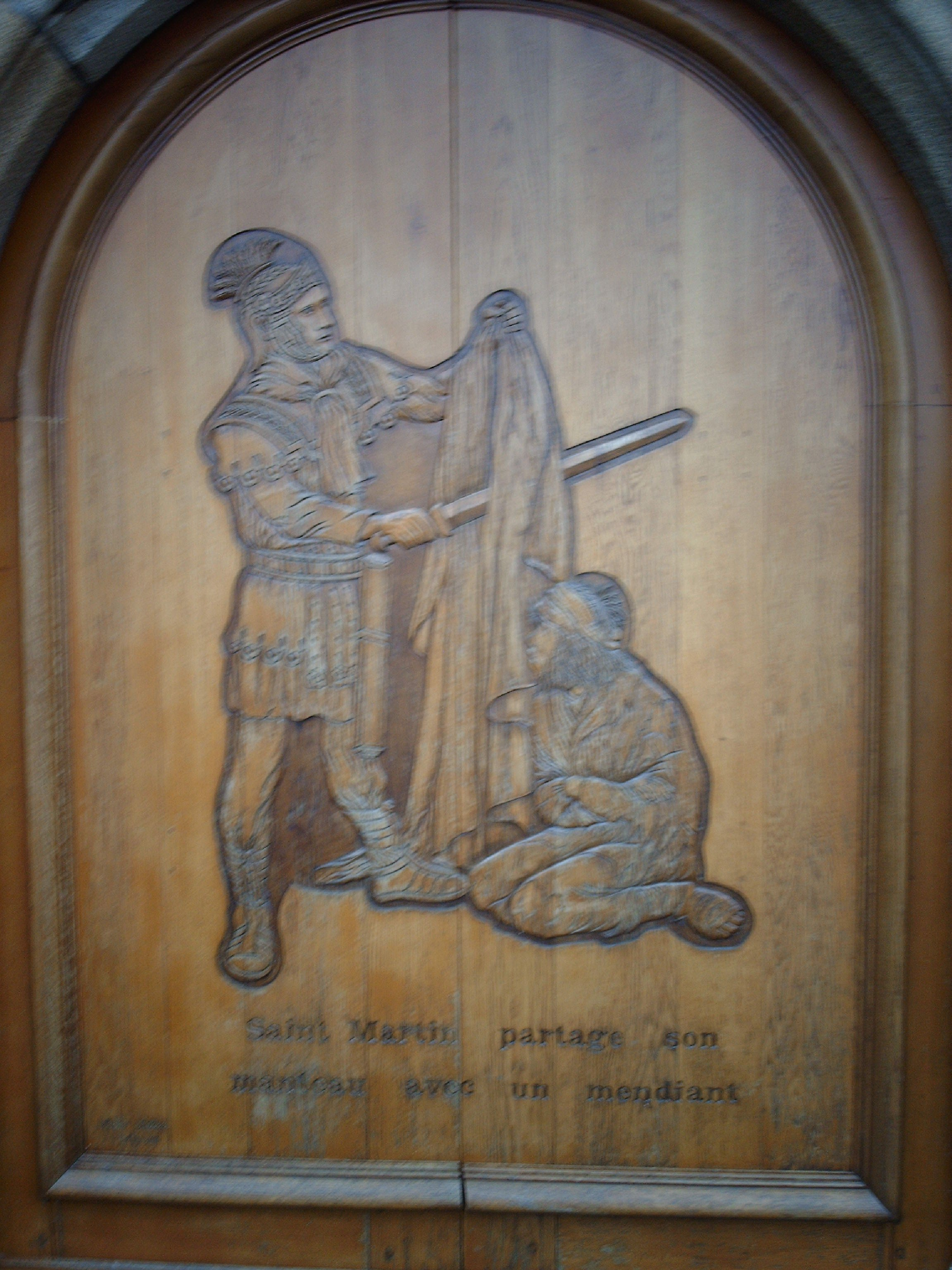
Saint Martin de Tours partageant son manteau avec un pauvre près d'Amiens.

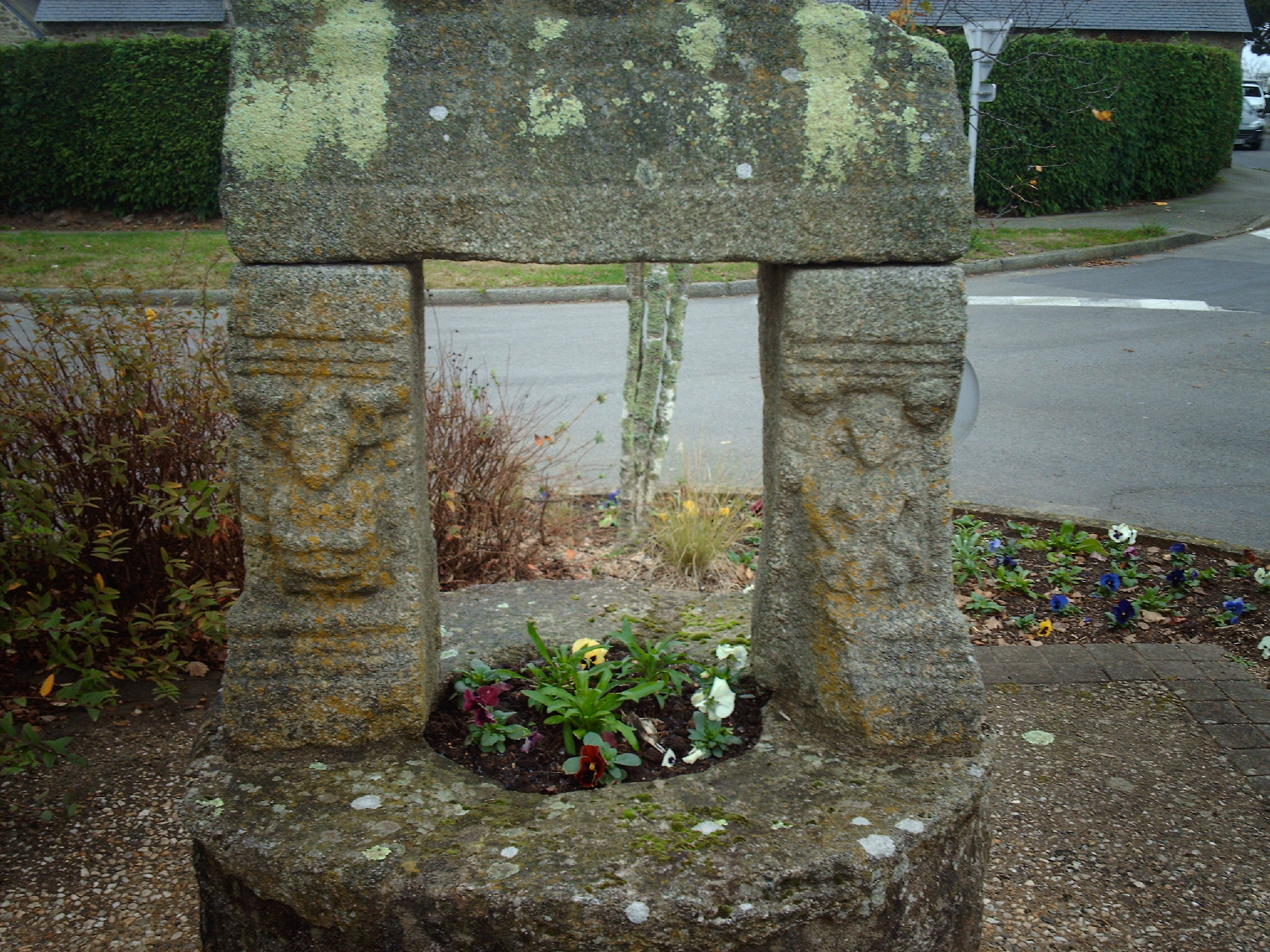
Puits datant du XVIIIe siècle au motif typiquement breton, installé dans la cour du manoir de Kermelin en 1960.

#### Patrimoine religieux
- l'église Saint-Martin (XVe siècle), agrandie en 1753 et 1776. L’église est modifiée ensuite par des restaurations successives : par la construction du transept Nord en 1834, du transept Sud en 1838 et de la sacristie en 1869. Son clocher est restauré en 1855, 1927 et 1957-1959. Le lambris et les stalles du chœur datent de 1831. L'église abrite les statues de saint Martin, saint Joseph et une Vierge de la Congrégation (œuvre de Le Brun, 1871). Le Crucifix sculpté, situé au fond du chœur, semble remonter au XVIIe siècle ;
- la chapelle Notre-Dame de Béléan (XVe siècle).

#### Patrimoine civil
- la tombe de Louis Cadoudal, frère et partisan de Georges Cadoudal (1853), est située dans l'ancien cimetière ;
- la réplique de la statue de la Liberté est visible à Ploeren[42] ;
- le manoir de Kerverec date des XVe et XVIe siècles, il est inscrit à l'inventaire général du patrimoine culturel[43] ;
- le château du Mézo date du XVIIIe siècle, il est inscrit à l'inventaire général du patrimoine culturel[44].

### Spécificité

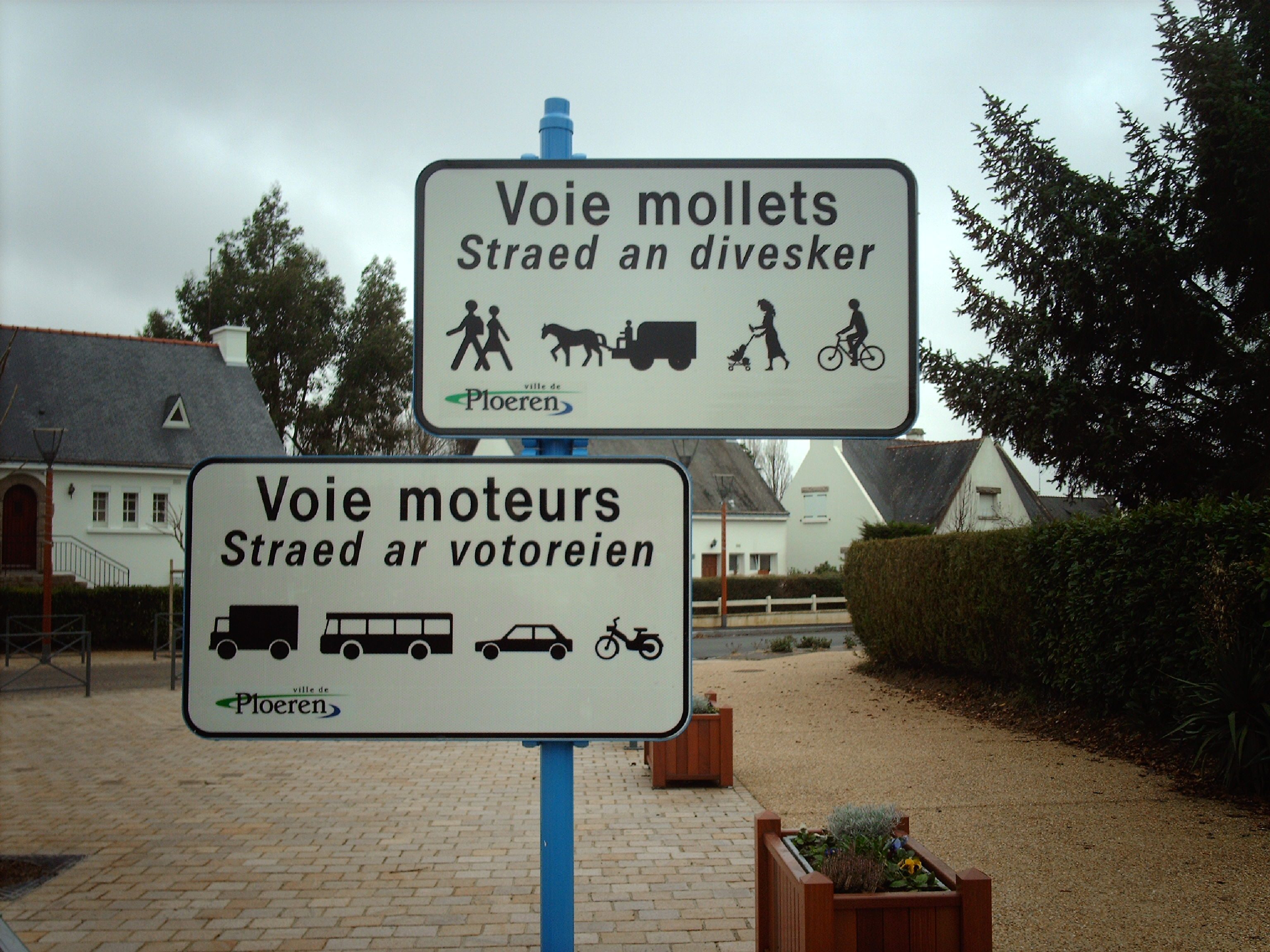
Panneaux indicatifs des voies 2M, une voie moteurs et une voie mollets.

- En 2006, la ville fut précurseur d'un nouveau type de voie, la voie 2M, une voie moteurs et une voie mollets.

### Héraldique
| Blason de Ploeren | Le blason situé en en-tête fut adopté le 2 décembre 1983, il s'agit de trois blasons réunis représentant les principales familles de l'Ancien Régime. Parti au premier d'argent à deux fasces de sable et au chef chargé d'un maillet de gueules, au deuxième de gueules à six besants d'or, au chef d'hermines. |

## Personnalités liées à la commune
- Gildas Jaffrennou (1909-2000), luthier et harpiste breton.
- Mathieu Berson, joueur de football évoluant au Toulouse Football Club depuis 2008.
- Bruno Crémer (1929-2010), l'acteur franco-belge était investi dans la restauration du domaine du Mézo, dont il a fait sa résidence secondaire.

## Jumelages
La ville de Ploeren est jumelée avec la communauté des communes du
- Land Wursten (Allemagne) depuis 2005.